# Mateba
Mateba ist der Markenname einer Reihe von Revolvern. Sie wurden von dem Italiener Emilio Ghisoni entwickelt. Der Unternehmensname Mateba ist ein Kürzel für macchine termo ballistiche („thermo-ballistische Maschinen“). Das Unternehmen existierte bis 2005.

## Philosophie
Bereits vor seinem ersten Revolver entwarf Ghisoni die konventionell konstruierte halbautomatische Sportpistole MT1 im Kaliber .22 long rifle und produzierte sie unter dem Markennamen Mateba (MT ist eine weitere Verkürzung der Bezeichnung machine termo ballistiche). Ghisonis Ziel beim Entwerfen seiner späteren Waffen war es, Revolver mit einem Schussverhalten ähnlich dem einer Pistole zu entwickeln. Gemeinsames Kennzeichen der Mateba-Revolver ist deswegen die vergleichsweise niedrigliegende Laufachse. Bei fast allen konventionell konstruierten Revolvern liegt die Trommel, in deren Kammern die Patronen gelagert sind, oberhalb des Abzugs. Das Rohr schließt sich meist an die oberste Patronenkammer an. Die Achse der Laufseele liegt damit sehr hoch über dem Griffstück. Durch diesen Höhenversatz zwischen dem Wirkungsvektor des Rückstoßes und der Schusshand kommt es bei Revolvern in der Regel zu einem stärkeren Hochschlagen der Mündung als bei vergleichbaren Pistolen. Ghisoni versuchte, dieses Problem zu lösen und einen zum Sportschießen überlegenen Revolver zu konstruieren.

## Mateba MTR

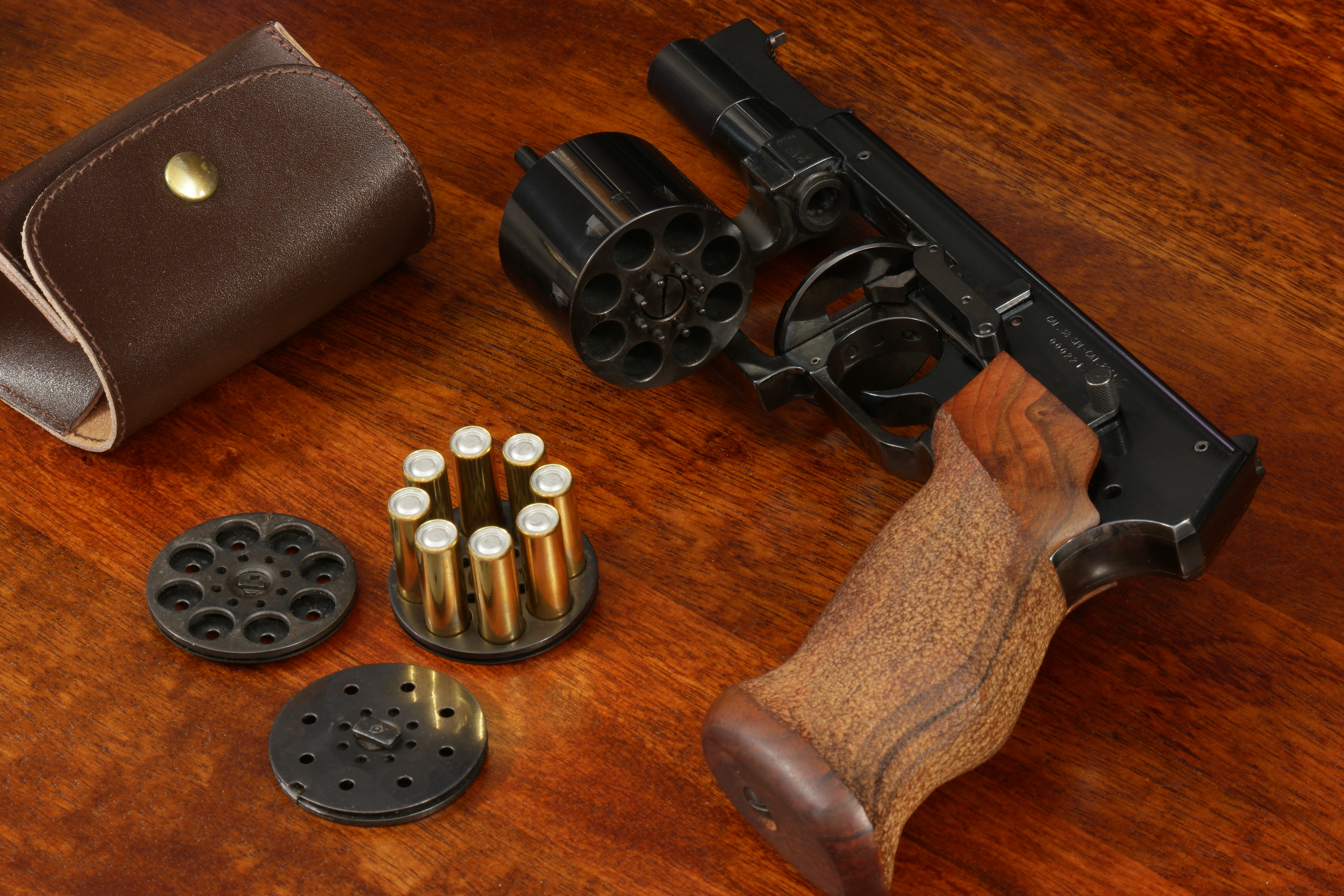
Mateba MTR-8, zu sehen sind ebenfalls die Patronenhalter

Die Anfang der 1980er-Jahre produzierte erste Revolverserie unter dem Markennamen Mateba trägt die Bezeichnung MTR (für machine termo ballistiche revolver). Das Modell MTR-8 ist für 8 Patronen im Kaliber .38 Special/.357 Magnum ausgelegt, die Trommel des MTR-12 fasst 12 Patronen im Kaliber .32 S&W Long, der für das Kaliber .22 long rifle gebaute Revolver MTR-14 verfügt über eine 14-schüssige Trommel. Die Revolver haben einen geschlossenen Rahmen mit zum Laden und Entladen nach unten ausschwenkender Trommel, die Patronen werden dabei obligatorisch durch einen Moon Clips ähnelnden Aufsatz gehalten.
Bei Revolvern der MTR-Serie liegt die Trommel, statt wie üblicherweise oberhalb des Abzugs, vergleichsweise tief in direkter Linie vor dem Abzug. Der Lauf ist konventionell vor der obersten Patronenkammer der Trommel montiert, da aber die Trommel insgesamt tiefer liegt, verläuft die Seelenachse letztendlich direkt oberhalb des Griffstücks, in einer Lage sehr ähnlich wie bei den meisten Pistolen. Nachteil dieser Konstruktion ist die vergleichsweise große Gesamtlänge der Waffe bei dennoch sehr kurzer Lauflänge.

## Mateba 2006
Kurz nach der MTR-Serie kam ebenfalls Anfang der 1980er-Jahre das Modell Mateba 2006 im Kaliber .357 Magnum bzw. .38 Special auf den Markt. Anders als beim MTR-Revolver ist die Trommel konventionell oberhalb von Griffstück und Abzug gelegen, dafür ist jedoch der Lauf ungewöhnlicherweise vor der untersten Kammerposition der Trommel montiert. Die Seelenachse liegt dadurch erneut wieder ungefähr auf Höhe der Oberkante des Griffstücks, die Visierlinie liegt relativ weit über dem Lauf. Da der Lauf sehr tief sitzt, befindet sich der Trommelkran im oberen Rahmenteil, die Trommel wird nach oben ausgeschwenkt.

## Mateba 6 Unica

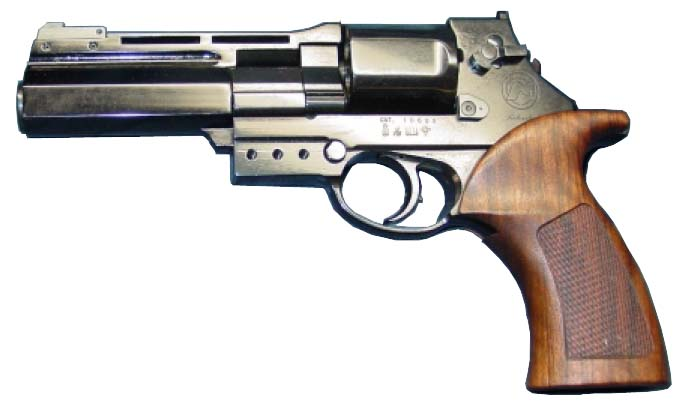
Mateba 6 Unica

Mateba produzierte ab 1998 den halbautomatischen Revolver Mateba 6 Unica mit verschiedenen Lauflängen, zunächst in .357 Magnum und ab 2002 auch in .44 Magnum und .454 Casull. Die Läufe sind eingeschraubt und können mittels eines Laufschlüssels gewechselt werden. Bestimmte Versionen des Mateba 6 Unica erhielten abhängig von Lauflänge und Kaliber verschiedene Bezeichnungen:
- Autorevolver 6-Defence in .357 Magnum mit 4-Zoll-Lauf (101,6 Millimeter)
- Autorevolver 6-Home Protection in .44 Magnum mit 5-Zoll-Lauf (127 Millimeter)
- Autorevolver 6-Dynamic-Sportiva in .357 Magnum mit 5-Zoll- und 6-Zoll-Lauf
- Autorevolver 6-Hunter in .44 Magnum mit 8-3/8-Zoll-Lauf (213 Millimeter)
- Mateba Grifone, ein aus dem Mateba 6 Unica abgeleitetes Revolvergewehr mit 18-Zoll-Lauf (457 Millimeter)

### Technik
Auch beim Mateba 6 Unica ist der Lauf vor der unteren Kammer der Trommel angebracht. Der Rahmen ist oben offen, so dass sich der Trommelkran wie bei den Revolver-Standardbauformen im unteren, hier sehr stabil ausgelegten Rahmenteil befindet. Die Trommel wird dementsprechend auf der linken Seite nach unten ausgeschwenkt. Der Mateba 6 Unica ist ein Rückstoßlader, dessen Trommel und Trommelrahmen beim Feuern durch den Rückstoß ähnlich einer Selbstladepistole auf einem Schlitten um etwa 15 Millimeter nach hinten gleiten und durch eine Feder wieder nach vorn geschoben werden. Beim Zurückgleiten wird der Hahn gespannt, beim Gleiten nach vorn wird die Trommel durch Hebel um eine Kammer weitergedreht. Das Rücklaufsystem besitzt keine Verriegelung, so dass das Selbstladeprinzip dem eines unverriegelten Feder-Masse-Verschlusses ähnelt. Da die Trommel nach dem Laden komplett bestückt ist, ist im Unterschied zu Selbstladepistolen kein manuelles Durchladen gegen die sehr starke Feder nötig (Federkraft bei .357 Magnum etwa 120 N). Leere Hülsen werden nicht automatisch ausgeworfen, sie müssen durch einen konventionellen Ausstoßer bei ausgeschwenkter Trommel entfernt werden. Der Abzug kann als Single-Action- und Double-Action-Abzug bedient werden. Die Aussparungen für den Trommelstop befinden sich im Unterschied zu Standardrevolvern nicht am äußeren Umfang der Trommel, sondern an deren Rückseite.
Wie beim Modell 2006 liegt die Visierlinie relativ weit über dem Lauf, die Kimme ist nicht verstellbar, alle Visiereinstellungen werden am Korn vorgenommen. Dies gewährleistet die leichtere Austauschbarkeit der Läufe.

### Daten
|                  | Mateba 6 Unica .44 Magnum                   | Mateba 6 Unica .454 Casull |
| ---------------- | ------------------------------------------- | -------------------------- |
| Trommelkapazität | 6 Patronen                                  | 6 Patronen                 |
| Masse ungeladen  | 1495 Gramm                                  | 1662 Gramm                 |
| Maße             | 275 × 44 × 158 Millimeter                   | 279 × 47 × 162 Millimeter  |
| Lauf             | 4 bis 8 3/8 Zoll (101,6 bis 213 Millimeter) | 150 Millimeter             |
| Drall            | rechts                                      | rechts                     |
| Visierlinie      | 178 Millimeter                              | 181 Millimeter             |